# Adoremus
Adoremus (Adoremus in Aeternum) var en svensk religiös tidskrift och tre webbplatser, som företrädde sedevakantistiska trosuppfattningar. Dessa uppfattningar, som har sitt ursprung i romersk-katolsk traditionalistisk kritik av Andra vatikankonciliets beslut, innebär att man betraktar den etablerade romersk-katolska kyrkan som irrlärig och att denna kyrka och dess påvar efter Pius XII:s död har saknat legitimitet. Påvestolen är alltså enligt denna uppfattning obesatt sedan 1958 (sedevakans). Tidskriften kunde därför beteckna sig som  Sveriges enda romersk-katolska tidskrift, eftersom den menade att den etablerade men avfallna romersk-katolska kyrkan inte längre kunde betecknas med detta namn.
Tidskriften och tillhörande webbplatser är nedlagda 2018. Senaste år med antydning till aktivitet är 2014.

## Historik
Tidskriften grundades 1978 av Mikael Rosén, Landvetter, och utgavs av honom till år 2010. Den övertogs då av "två studenter i Uppsala", som emellertid inte identifierades med namn i tidningen. Efter 2010 saknade tidskriften uppgifter om redaktör, ansvarig utgivare och postadress. För kontakt hänvisades till en e-postadress.
Överlåtelsen av tidskriften omfattade inte den ursprungliga webbplatsen adoremus.se, som även därefter förvaltades av Rosén. En webbplats seminatseminare.com skapades i stället av "Gruppen bakom 'Adoremus in aeternum'" Den innehöll bland annat texten till ett antal nummer av tidskriften från och med 2010. En tredje och nyare webbplats adoremus.info användes som tidskriftens officiella plattform åren 2010–2014. Bägge dessa webbplatser var registrerade av Mikael Gustafsson, med adress Degerfors,, och han bör då ha varit tidskriftens redaktör. Detta stöds av att en person med initialerna M.G. i annat sammanhang på nätet själv betecknade sig som tidskriftens redaktör.
Under Roséns tid blev tidskriften av Expo betecknad som antisemitisk. En äldre hemsida är tillgänglig på den antisemitiska webbplatsen holywar.org. På den av Rosén förvaltade hemsidan fanns 2014 länk till det extremistiska Svenskarnas parti, där Rosén då var aktiv. Tillgängliga nummer sedan 2010 och de nya webbplatserna gav däremot inte något stöd till detta parti.
Gemensamt för de olika webbplatserna var den hårda retoriken och det skarpa fördömandet av tendenser i det moderna samhället som feminism, abort, kulturmarxism och religiös modernism, liksom av den etablerade romersk-katolska kyrkan och dess "antipåvar", vilka gärna omtalades i föraktfulla ordalag.

## Programförklaring
Följande är hämtat från webbplatsen adoremus.se och formulerades ursprungligen 1983 av två sedvakantistiska biskopar från Mexiko:
| ” | Vi håller för sant att den apostoliska Stolen varit vakant alltsedan Påve Pius XII:s död 1958 och detta genom kraften av det faktum att de som valdes att efterträda honom inte hade de nödvändiga kanoniska förutsättningarna som är nödvändiga för att vara legitima kandidater för påveämbetet. … Vi stödjer oss på bullan Cum Apostolatus Officio som kungjordes av Påve Paul IV år 1559, i kraft av denna anser vi att varken Angelo Roncalli, Giovanni Batista Montini, Albiono Luciani, Carol Wojtyla eller Joseph Ratzinger någonsin varit legitima påvar och att deras handlingar varit av noll och intet värde. Vi förklarar att den nya ’mässan’ är ogiltig. Vi förklarar också att introducerandet av denna nya ’mässa’ ger signaler om stadfästandet av en ny humanistiskt grundad religion i vilken Gud den Allsmäktige inte längre tillbedjes, såsom Han önskar att tillbedjas. | „ |